# بروس كاميرون (لاعب اتحاد الرغبي)
بروس كاميرون (بالإنجليزية: Bruce Cameron) هو لاعب اتحاد الرغبي نيوزيلندي، ولد في عقد 1940.